# 佩塔尔·耶利奇
佩塔尔·耶利奇（1986年10月18日—），是一名塞尔维亚族波黑足球运动员。

## 俱乐部生涯
2004年，耶利奇在家乡球队莫德里查开始职业足球生涯，2005/06赛季，他在波黑足球超级联赛出场29次，射进18球，当选联赛最佳射手。2006年夏季，他转投德甲球队纽伦堡，并立即被租借到德乙的卡尔蔡斯耶拿。不过他在德国的经历并不成功，该赛季大部分时间都随卡尔蔡斯耶拿二队参加低级别联赛。2007年夏季，他离开德国，加盟塞尔维亚联赛的OFK貝爾格萊德。2010年夏季，他转会到俄罗斯的伏爾加，在那里效力到2013年，期间在2011年被租借到格鲁吉亚的第比利斯迪纳摩。2013年夏季，他回到塞尔维亚，加盟新帕扎爾。2014年2月，他前往中国，加盟中国足球甲级联赛球队广东日之泉。

## 个人
佩塔尔·耶利奇的父亲米兰·耶利奇（1956年3月26日－2007年9月30日）是一名波黑的塞族政治家，在2006年10月18日至2007年9月30日间波黑塞族共和国的总统。